# 程丹峰
程丹峰（1970年7月—），男，汉族，河北张家口人，中华人民共和国贪腐官员，全国政协原副主席、中共江西省委原书记苏荣的女婿。2000年12月加入中国共产党（2016年2月被开除），1992年8月参加工作，中央财经大学经济管理学院国民经济计划与管理专业毕业，在职研究生学历，经济学博士。曾任中共湖南省张家界市委常委、张家界市人民政府副市长、党组成员。

## 生平

### 落马
2015年11月17日，据湖南省纪委网站消息，张家界市委常委、副市长程丹峰涉嫌严重违纪，接受组织调查。
2016年2月18日，鉴于程丹峰严重违反政治纪律，与他人串供，对抗组织审查；严重违反廉洁纪律，违规从事营利活动，利用其岳父江西省委原书记苏荣的职权和地位形成的便利条件，为他人谋取利益并收受财物，数额巨大，其行为已构成严重违纪，并涉嫌犯罪，经湖南省纪委、省监察厅立案审查并报经省委、省政府批准，决定给予其开除党籍、开除公职处分。26日，张家界第六届人民代表大会常务委员会第二十六次会议决定免去程丹峰的张家界市人民政府副市长的职务。
2016年7月27日，湖南省张家界市原市委常委、副市长程丹峰涉嫌利用影响力受贿一案，经湖南省人民检察院指定管辖，由株洲市人民检察院依法向株洲市中级人民法院提起公诉。